# Fanfarlo
Fanfarlo — лондонская инди-фолк-группа, сформированная в 2006 году шведским музыкантом Симоном Бальтазаром (Simon Balthazar). Используя такие инструменты, как труба, скрипка и мандолина, вместе с часто встречающимися гитарами и барабанами, они создают тщательно исполненные и заразительно популярные песни.
В период 2006—2008 гг. они выпустили ограниченным тиражом на лондонских инди-лейблах три сингла и один сплит-сингл с Sleeping States.
Их дебютный альбом Reservoir был записан в октябре — ноябре 2008 года в Tarquin Studios, штат Коннектикут, США. Его выпуск состоялся в феврале 2009 года.
В начале 2009 года гитарист Марк Уэст уходит из группы, ссылаясь на музыкальные разногласия. Fanfarlo начали совместное турне со Snow Patrol в марте 2009-го и отыграли несколько шоу на фестивале Southwest Music.
Чтобы распространить слово в максимально возможной степени и сделать их музыку настолько доступной насколько возможно, Fanfarlo решили предложить их последний альбом, Reservoir, как загрузка за 1$ на сайте fanfarlo.com до 4 июля 2009 года.

## Состав группы
- Амос Мемон — барабаны и ударные, вокал;
- Кэти Лукас — скрипка, ключи, мандолина, вокал;
- Джастин Финч — бас, вокал;
- Леон Бекенхэм — труба, ключи, glock, melodica;
- Симон Бальтазар — вокал, гитара, ключи, мандолина, саксофон, кларнет, глокеншпиль;
- Марк Уэст — гитара, ключи, вокал, аккордеон, fanfarlophone, шум [2006-2008].

## Дискография
Альбомы
- Reservoir (2009)
- Rooms Filled with Light (2012)
- Let's Go Extinct (2014)

Синглы
- «Drowning Men» (Май 2009, Moshi Moshi Records)
  - 1. Drowning Men
  - 2. Sand and Ice
- «Harold T. Wilkins» (Март 2008, Felt Tip Records, сплит-сингл)
  - 1. Harold T. Wilkins (Fanfarlo)
  - 2. Call Me (Sleeping States)
- «Fire Escape / We Live By The Lake» (Июнь 2007, White Heat)
  - 1. Fire Escape
  - 2. We Live By The Lake
- «You Are One Of The Few Outsiders Who Really Understands Us» (Февраль 2007, Label Fandango)
  - 1. You Are One Of The Few Outsiders Who Really Understands Us
  - 2. In The Trunk
- «Talking Backwards» (Октябрь 2006, Fortuna Pop!)
  - 1. Talking Backwards
  - 2. Tuesday (You Come When We Call)